# 李东光 (1904年)
李东光（中国朝鲜语：／，1904年—1937年7月），原名李相俊，又名李东一、李冬日，朝鲜族，东北抗日联军烈士，磐石地区首批中共党员之一，九一八事变后参与磐石游击队的创立，1934年任中共南满临时特委书记，1936年任中共南满省委首任组织部长，2015年入选中华人民共和国民政部著名抗日英烈和英雄群体名录。

## 早年生涯
1904年3月9日（农历1月23日），李东光出生于朝鲜咸镜北道庆源郡的一个农民家庭。1918年，李东光小学毕业后随家人迁居吉林省珲春县，1922年考入龙井私立东兴中学。在龙井期间，他开始接触马列主义思想，投身革命运动，并于1926年加入朝鲜共产党:120。
1926年5月30日，延边地区为纪念五卅惨案一周年，举行大规模游行示威。李东光组织龙井东兴中学、大成中学师生参加了游行示威:120。1927年9月，东兴中学的几名进步教师被龙井日本总领馆抓走。李东光组织几十名学生到龙井日本总领馆游行示威，要求无条件放人。同年10月初，他与20余名学生被逮捕。当月，他成功越狱，后被朝鲜共产党满洲总局派往磐石任南满青年同盟和南满农民同盟的领导人。1929年冬，他在桦甸县蜂蜜顶子举行了介绍马列主义的学习班:120:205。

## 中共磐东首任区委书记
1930年春，李东光根据共产国际“一国一党”原则加入中国共产党，是磐石地区首批中共党员之一。同年6月中共磐东区委成立，李东光任首任区委书记。1931年8月，中共磐石县委改组为磐石中心县委，李东光当选为中心县委候补委员，并任专职巡视员。:156
1931年九一八事变后，李东光与磐东区委组织群众发动了“二·九郭家店”、“四·三三道岗”和“五·八磐东反日锄奸”斗争:156-157。1932年6月4日，中共满洲省委军委书记兼巡视员杨林与磐石中心县委在磐东小孤山以磐石赤色游击队为基础成立“磐石赤色游击队”，对外宣称“满洲工农反日义勇军第一军第四纵队”。1932年11月，磐石工农反日义勇军被改编为“中国工农红军第三十二军南满游击队”。1933年1月至5月，李东光组织群众协助游击队先后四次取得反围剿的胜利:168-173:207。

## 中共磐石中心县委书记
1933年5月，李东光在磐石中心县委第四次扩大会议上被推选为磐石中心县委第三届书记。当选磐石中心县委书记后，李东光作了三方面的工作：一是恢复在围剿时期被破坏的中共党组织；二是在根据地建立村民委员会处理各项事务，行使抗日政权职能；三是组建发展反日会、妇女协会、儿童团等抗日团体以及农民自卫队、青年义勇军等武装队伍，并与省委巡视员金伯阳一起协助杨靖宇组建东北人民革命军第一军独立师。:157-158
1933年10月，日军对磐石抗日根据地发动“东边道秋季大讨伐”，李东光领导的中心县委和独立师决定让杨靖宇率主力部队渡辉发江，南下开辟长白山区新抗日根据地。李东光率磐石中心县委和独立师第一团及少年营留守坚持游击战。1934年末，独立师一团兵力扩大到原来的3倍。少年营增加了两个排:124-125:124。1934年8月，李东光当选南满反日总会会长，会员人数达到3400多人:158。磐石地区因此被日军称为吉林治安的“癌中之癌”（吉林是满洲“治安之癌”）。

## 中共南满省委首任组织部长
1934年11月5日，中共南满地区第一次代表大会在临江县召开。大会决定成立中共南满临时特委，李东光当选特委代理书记兼宣传部长。大会同时决定成立东北人民革命军第一军，杨靖宇任军长兼政委。1935年8月17日，李东光在临江、金川、柳河三县交界处主持召开了南满特区人民革命政府筹备会，并于同年11月在辉南县南石道河子召开的南满特区人民代表大会上正式成立南满特区政府。特区政府下辖15个乡政府，56个区政府。此外，他还在南满游击区筹建发展反日会、农民委员会、工会、抗日武装队等组织，帮助东北人民革命军反围剿。:158-159:125
1936年春，东北人民革命军第一军改编为东北抗日联第一军。同年7月，中共南满第二次代表大会在金川县河里召开。河里会议决定将东北抗联第一、二军合编成东北抗联第一路军，同时决定成立中共南满省委，魏拯民任书记，李东光任组织部长。为应对日军的讨伐，李东光在桓仁、临江、金川、濛江等地密林里建设密营、被服厂、医院等，并组织出版了《红军消息》、《革命画报》等报刊。1936年冬，二军军长王德泰牺牲后，魏拯民被派往东满领导二军。李东光开始实际承担南满省委的领导工作。1937年7月，一路军与日军守备队在新宾县永陵附近黄土岗遭遇，李东光在战斗中中弹牺牲，时年33岁。:159:125:35

## 纪念
- 辽宁省抚顺市新宾满族自治县建有李东光牺牲处遗址，以及李东光、李红光、韩浩等18名烈士的抗日英烈纪念碑。[9]
- 吉林省磐石市莲花山“石虎沟整党整军地”建有李东光与杨靖宇、李红光、朴元灿等9人的雕像。[10]